# Архиепископ Синайский, Фаранский и Раифский
Игумен монастыря святой Екатерины на горе Синай, Архиепископ Синайский, Фаранский и Раифский (греч. Ηγούμενος της Ιεράς Μονής Σινά και Αρχιεπίσκοπος Σινά. Φαράν και Ραϊθώ, Ιερά Μονή Θεοβαδίστου Όρους Σινά, Αγίας Αικατερίνης) — предстоятель автономной Синайской православной церкви в составе Иерусалимского патриархата.

## История возникновения
О древности Синайской архиепископии свидетельствуют материалы Халкидонского собора 451 года, где в «Чине митрополий и архиепископий апостольского престола Святого Града» на 24-м месте упоминается архиепископия «горы Синая», что свидетельствует о изначально подчинённости Синайской архиепископии Иерусалимскому патриархату
В 527 году, в связи с крупными пожертвованиями монастырю святой Екатерины на Синае со стороны императора Юстиниана, а также активным церковным строительством на его территории из средств императорской казны, Синайская архиепископия вошла в юрисдикцию Константинопольского патриарха. С VII века игумены монастыря утверждаются в епископском достоинстве (с IX века — в архиепископском). После завоевания в VII веке Египта мусульманами и возникшими вследствие этого затруднениями в общении с Константинополем хиротонию архиепископов Синайских вновь стал совершать иерусалимский патриарх, в чью юрисдикцию с 640 года возвратилась Синайская архиепископия.

### Избрание Архиепископа
В соответствии с установившейся в древности практикой, предстоятель Синайской архиепископии избирается братством монастыря святой Екатерины при участии представителей монастырского подворья «Джувани» в Каире. Кандидат в архиепископы должен быть членом братства монастыря. Его епископская хиротония совершается в Иерусалиме местным патриархом.
В случае нарушения монастырского устава, архиепископ Синайский подвергается суду монастырского братства, которое, в случае не подчинения со стороны архиепископа принятому решению, имеет право представить дело на усмотрение всех восточных патриархов.
За богослужениями архиепископ Синайский возносит имя иерусалимского патриарха, а в грамотах использует надписание «наше смирение» (в отличие от употребления главами восточных автокефальных церквей надписания — «наша мерность»).
Резиденция архиепископа Синайского находится на монастырском подворье «Джувани» в Каире. Во время отсутствия архиепископа на территории монастыря от его имени обителью управляет наместник — «дикей», который избирается из числа братии и утверждается архиепископом.
C 1973 года архиепископом Синайским является высокопреосвященнейший Дамиан (Самартзис).

## Список предстоятелей Синайских, Фаранских и Раифских
Список иерархов до 1500-х годов является весьма неоднозначным и скорее всего неполным. Поскольку временные отметки редко известны, то и весьма вероятно, что даже порядок лиц может быть иной во многих случаях. Нумерация также вызывает проблемы, поскольку неясно, какой из игуменов, был первым епископом, в связи с этим игумены пронумерованы независимо от епископов, а порядковые номера лиц, «пострадавших» от этой неопределенности заключены в квадратные скобки.
| На синайском полуострове епископство первоначально было учреждено в Фаране, и не было связано с Монастырем Святой Екатерины. - Феодор I - Нектарий I (Нетр или Натира) (ок. 400) - Мусей - Агапит - Макарий I (ок. 450—451) - Соломон I - Гавриил I - Соломон II - Андрей - Константин I - Феона (ок. 536) - Фотий (ок. 540) - Иов I (ок. 550) - Исаак - Иаков - Иоанн I - Иоанн II - Агафон - Соломон III - Элий - Феодор II (649—681) изгнан за монофелитство, за это же осужден Латеранским собором (649) и Шестым Вселенским Собором (680—681). Ряд исследователей (В. Элерт, Х. Г. Бек, Б. Альтанер, Ф. Винкельман) полагают возможным тождество Феодору Раифскому (род. 570[80] — умер. до 638) | Игумены (настоятели). Где-то между 681 и 869 годами приняли на себя титул Епископа. Который из игуменов стал первым епископом, неясно. - Дула I (ок. 375) - Силуан (ок. 380) - Павел - Макарий [I] (ок. 453) - Захарий I - Симеон I - Георгий I «Синаит» (ум. в 544/545) - Христофор - Иоанн [I] - Анастасий I «Синаит» - Орентий - Анастасий II «Синаит» - Георгий II (ок. 550) - Дула II (ок. 556) - Лонгин (562—565) - Григорий I (ок. 567—570) - три старца, говорящие на разных языках (ок. 570) - Григорий II (ок. 570) - Иоанн [II] (?—590) - Иоанн [III] (ок. 592), рядом исследователей отождествляется с Иоанном Лествичником - Исавр - Георгий III (ок. 596) - Мартирий - Филофей «Синаит» - Исихий «Синаит» - Анастасий III «Синаит» - Авраам I - Иоанн [IV] - Антоний I - Симеон II - Гавриил [I] - Иоанн [V] - Матфей - Симеон III - Макарий [II] - Софроний I - Афанасий I - Иоанн [VI] - Пётр [I] - Арсений I - Иоанн [VII] - Герман I - Илий (ок. 808) | - Пётр I (325) - Берилл (451) - Павел I - Павел II, 22-й епископ Айлы - Сергий Аильский - Иоанн III (Юханна ибн Рубах) (631) | - Иоанн IV Раифский (ок. 375) - Павел (ум. ок. 412) - Иоанн Раифский (ум. VII век) |

### Епископы Синайские, Фаранские и Раифские
- Константин II (?—869)
- Марк I (869—?)
- Анастасий IV (901—925)
- Иоанн [III] (ок. 947)
- Макарий [II] (ок. 967)
- Соломон IV (982—1002)
- Соломон V (ок. 1008)
- Иов II (ум. 1033 в Бетюне (Франция))
- Иоанн [IV] (ок. 1069)
- Иоанн [V] (1081—1091)
- Макарий [III] (?)
- Захарий II (1103—1114)
- Иоаким I (?)
- Антоний II (?)
- Георгий III (1130—?)
- Гавриил [II] (?—1160)
- Иоанн [VI] (ок. 1164)
- Иоасаф I (ок. 1176)
- Герман II (ок. 1177)
- Пётр II (ок. 1180)
- Мануил (ок. 1183)
- Авраам II (?)
- Симеон IV (1203—1214)
- Евтимий (ок. 1223)
- Макарий [IV] (ок. 1224)
- Герман III (ок. 1228)
- Феодосий I (ок. 1239)
- Макарий [V] (ок. 1248)
- Симеон V (ок. 1258)
- Иоанн [VII] (1263—1281)
- Арсений II аш-Шавбаки (до 1287 — после 1291)
- Гавриил [III] (ок. 1296)
- Иоанн [VIII] (ок. 1299)
- Симеон V (ок. 1306)
- Марк II (ок. 1320)
- Дорофей I (1324—1333)
- Герман IV (ок. 1335)
- Арсений III (ок. 1338)
- Марк III (1358—1375)
- Иов III (?)
- Авраам III (?)
- Гавриил [IV] (?)
- Михаил I (?)
- Иоасаф II (ок. 1419)
- Афанасий II (?)
- Савва (1429)
- Силуан (?)
- Кирилл I (?)
- Соломон VI (?)
- Феодосий II (ок. 1440)
- Тума бин Джирджис бин Тума (5 апреля 1446)
- Марк IV (ок. 1446)
- Михаил II (ок. 1446)
- Иоаким II (ок. 1452, 1459)
- Антоний III (?)
- Авраам IV (?)
- Марк V (ок. октября 1461—сентябрь 1462)
- Макарий [VI] (ок. 1466—1488)
- Тьерри (между 1481—1488)
- Лазарь I (ок. 1491)
- Марк VI (1496—1505)
- Даниил (ок. 1507)
- Лазарь II (ок. 1510)
- Клим (ок. 1514)
- Иоаким III (ок. 1520)
- Евгений I (ок. 1538)
- Софроний II (1540—1545)
- Макарий [VII] (упом. ок. 1546), низложен, а кафедра упразднена[12]

### Игумены монастыря Святой Екатерины
- Нил (?)
- Калист (?)
- Феодул (ок. 1566)
- Евгений II (1567—1575)

### Архиепископы Синайские, Фаранские и Раифские
Упраздненная Александрийским патриархом Иоакимом I в 1557 году епископская кафедра, была восстановлена в 1575 году на Константинопольском соборе в качестве архиепископии. Евгений II первый из игуменов известен, как архиепископ Синайский, Фаранский и Раифский
- Евгений II (1575—1583)
- Анастасий V (1583—1592)
- Лаврентий (1592—1600; 1600—1617)
- Иоасаф III (1617—1660)
- Нектарий II (1661)
- Ананий (1661—1671)
- Иоанникий I (1671—1691)

### Епископы Синайские, Фаранские и Раифские
- Иоанникий I (1691—1696)

### Архиепископы Синайские, Фаранские и Раифские
- Иоанникий I (1696—1702)
- Косма «Византиос» (22 апреля 1703 — 13 февраля 1706)
- Афанасий III (1708—1720)
- Иоаникий II (1721—1728)
- Никифор (1728—1747)
- Константий I (1748—1759)
- Кирилл II (28 октября 1759—1790)
- вдовство архиепископской кафедры
- Дорофей (1794—1797)
- вдовство архиепископской кафедры
- Константий I (6 ноября 1804 — 6 июля 1830)
- Константий I (6 июля 1830 — 18 августа 1834) в/у. патр. Константинопольский
- Константий I (18 августа 1834 — 5 января 1859), вторично
- Кирилл III (Стрекидис) (7 декабря 1859 — 30 августа 1867)
- Каллистрат III (Рокас) (30 августа 1867 — 9 апреля 1885)
- Порфирий I (Марудас) (21 августа 1885 — 7 апреля 1904)
- Порфирий II (Логофетис) (17 октября 1904 — 1 июля 1926)
- Порфирий III (Павлинос) (29 июля 1926 — 24 ноября 1968)
- Григорий III (Манятопулос) (2 февраля 1969 — 11 сентября 1973)
- Дамиан (Самардзис) (с 23 декабря 1973 года)